# Князья Кромские
Князья Кромские (пол. Kromscy) — княжеский род неизвестного происхождения в Великом княжестве Литовском.

## История
Польский историк Юзеф Вольф считал Кромских Рюриковичами — ветвью князей Черниговских, однако проследить их точное происхождение невозможно. Название рода произошло от города Кромы (в настоящее время посёлок, административный центр Кромского района Орловской области России). 
Известно только 2 представителя рода. Князь Иван Кромский, упоминаемый в 1440—1492 годах, получил от короля Польши и великого князя Литовского Казимира IV сёла Жилино, Даюдино и Бериминово в Брянском повете, а также Пониковичи и Теменичи. Его сын Андрей, упоминаемый в 1494—1510 годах, получил в 1494 году город Рославль в Брянском повете, а в 1498 году — Волконск и Радогощ. В 1500 году он участвовал в битве у Ведроши, где попал в плен и был увезён в Москву. После этого сведений о князьях Кромских нет.